# Llibre de la Certesa
El Llibre de la Certesa (en àrab i persa : كتاب ايقان, Kitáb-i-Íqán,) que va ser traduït del persa al francès cap al 1904 pel primer baha'i francès Hippolyte Dreyfus, és una de les primeres obres de Bahá'u'lláh (1817-1892), fundador de la fe bahá'í, i la seva tasca teològica, que de vegades s'ha considerat com l'acabament del Bayán. Shoghi Effendi el va retraduir a l'anglès l'any 1931 i el descriu en aquests termes:
| « | En el primer rang dels tresors inestimables rebutjats per les ones de l'oceà tumultuós de la revelació de Bahá'u'lláh es posa el Kitáb-i-Iqán (Llibre de la Certesa), revelat en l'espai de dos dies i dues nits, en els últims anys d'aquest període (1278 Ap.H.- 1862 Ap.JC.). Aquest llibre va ser escrit per acomplir la profecia del Báb, que havia especificat que el Promès completaria el tema inacabat del Bayán persa, i per respondre a les qüestions proposades a Bahá'u'lláh per Ḥájí Mírzá Siyyid Muḥammad, un oncle matern del Báb -no convertit encara-, en una visita feta a Kerbala amb el seu germà, Ḥájí Mirzá Ḥasan ‘Alí. Model de prosa persa d'estil certament original, elaborat, vigorós i remarcablement clar, amb arguments convincents per la seua irresistible eloqüència, aquest llibre, traça les línies generals del gran pla de redempció de Déu, i ocupa una posició sens parió en el conjunt de la literatura bahá'í, a excepció del Kitáb-i-Aqdas, el sant Llibre de Bahá'u'lláh. Revelat la vespra de la declaració de la seua missió, oferia a la humanitat el "vi segellat de la tria" fragant de "muguet", trencava els "segells" del "llibre", citat per Daniel, i descobria el sentit de les "paraules" que havien de romandre "amagades" fins al final dels "temps". | » |

Ḥájí Mírzá Siyyid Muḥammad, besoncle matern de Bàb (1819-1850), estava perplex per la reivindicació del seu nebot de ser el Qá’im, l'imam Mihdí, del qual s'havia anunciat el retorn en les tradicions i era esperat pels musulmans abans del "Dia de la Resurrecció i del Judici". Com no volia arriscar-se a comportar-se com Abu-Jahl, l'oncle de Mahoma que havia rebutjat la revelació del seu nebot, va demanar consell a Bahá'u'lláh, qui havia ja rebut la revelació de la seva missió profètica a la presó del Síyáh-Chál, però que encara no l'havia pas fet pública. Aquesta obra en persa de 200 pàgines fou redactada en 48 hores cap al 15 de gener 1861 i és constituïda de dues parts diferents.
La primera explica la progressivitat de la revelació divina i les relacions de les religions entre si, ja que cada gran religió monoteista en reconeix les precedents i n'anuncia la següent, sovint en termes velats. Ja que el destinatari d'aquesta carta és musulmà, Bahá'u'lláh utilitza versets bíblics per mostrar com un cristià hauria pogut interpretar els al·legories dels seus mateixos escrits sants per reconèixer el profeta de l'islam, Mahoma. Amb el mateix raonament, mostra com un musulmà podria deixar els seus mateixos escrits sense reconèixer l'imam Mihdí en la persona del Bàb.
La segona part, més vasta, d'aquest llibre mostra la missió del Bàb mitjançant proves de la fe lògiques i teològiques, i un dels seus passatges, anomenat la "Taula del vertader investigador" és molt conegut i apreciat. Encara que redactat en un estil simbòlic i místic propi de l'islam xiïta, aquest llibre presenta de vegades violents càrrecs anticlericals, que no desconeixien pas els revolucionaris i republicans francesos. Heus aquí com Shoghi Effendi resumeix aquesta labor:
| « | En l'espai de dues-centes pàgines, aquest llibre proclama sense embuts l'existència i la unitat d'un Déu personal, incognoscible, inaccessible, font de totes les revelacions, etern, omniscient, omnipresent i totpoderós; afirma la relativitat de la veritat religiosa i la continuïtat de la revelació divina; sosté el principi de la unitat dels profetes, afirma la universalitat del seu missatge, la similitud dels seus ensenyaments fonamentals, la santedat dels seus escrits i el caràcter doble de la seva naturalesa; denuncia l'encegament i la perversitat dels teòlegs i dels metges de totes les edats, cita i desenvolupa el sentit dels passatges al·legòriics del Nou Testament, dels versets obscurs de l'Alcorà i de les tradicions secretes de l'islam, que han engendrat durant segles malentesos, dubtes i enemistats, dividint i separant els adeptes dels principals sistemes religiosos del món; desgrana les condicions prèvies que ha d'omplir tot autèntic investigador per arribar a l'objecte de la seva investigació; demostra la validesa, el caràcter sublim i el significat de la revelació del Bàb, elogia l'heroisme i el deslligament dels seus deixebles, preveu i profetitza el triomf mundial de la revelació promesa al poble del Bayán; confirma la puresa i la innocència de la Verge Casa, ret glòria als imams de la fe de Mahoma, cèlebre màrtir, i honra la sobirania espiritual de l'Imam Ḥusayn; descobreix el significat de termes simbòlics com ara "retorn", "resurrecció", "segell dels profetes" i "dia del judici"; deixa entreveure les tres fases de la revelació divina i fa la distinció entre aquestes; finalment, s'estén en termes calorosos sobre les glòries i les meravelles de la "ciutat de Déu", regenerada a intervals determinats per la dispensació de la Providència, amb l'objectiu de guiar, de fer prosperar i de salvar tota la humanitat. Es pot, en efecte, avançar que, de tots els llibres revelats per l'autor de la revelació bahá'í aquest llibre, enderrocant les barreres seculars que havien separat d'una manera radical les grans religions del món, ha posat uns inatacables i vasts fonaments per a la reconciliació completa i permanent dels seus fidels. | » |